# 벨로나 (캄파니아주)
벨로나(이탈리아어: Bellona)는 이탈리아 캄파니아주의 카세르타도에 있는 코무네이다. 나폴리와는 북쪽으로 35km거리에 있고 카세르타와는 남서쪽으로 14km거리에 있다. 지역의 보결 배심원에 따르면 일부 사람들은 트리필리스코 역의 대기실에서 갇쳐산다고 한다.

## 역사
이 도시의 이름은 로마의 여신인 벨로나에서 유래했다. 최근의 발굴에 따르면 이지역에서 머큐리의 신전도 있었음을 알게해줬다.
사라센들이 841년에 카푸아를 파괴했고 카푸아의 주민들은 팔모바라 언덕(지금의 트리필리스코 지역)으로 이주했고 스코폴리라는 도시를 건설했다. 허나 스코폴리도 856년에 사라센들에게 멸망하였다. 벨로나는 나폴레옹 시대(1806년) 때까지 카푸아의 프라지오네로 남아있었다.
제 2차세계대전때는 독일병사들이 벨로나의 시민 54명을 죽였고 후에 이탈리아의 대통령 오스카르 루이지 스칼파로가 저항군에 기여한 벨로나 시에게Golden Medal of Military Valour를 주었다.